# Madeline Talmadge Force
Madeline Talmadge Force (født 19. juni 1893, død 27. marts 1940) er også kendt under navnet Madeline Astor. Madeline var en amerikansk societykvinde.
Man kender især Madeline fordi hun var en af de få overlevende passagerer fra RMS Titanic, ligesom man kender hende for at være forretningsmanden John Jacob Astors anden kone. Ægteskabet med Jacob Astor vagte misbilligelse og forargelse i samtiden, da Madeline var langt yngre end John Jacob Astor (hun var jævnaldrende med hans søn fra første ægteskab).